# Nathan Cummings
Nathan Cummings, né en 1896 à Saint-Jean (Canada) et mort en 1985 à Palm Beach, est un homme d'affaires, investisseur et philanthrope américain.
Il est le fondateur de Consolidated Foods, connu par l'une de ses gammes de produits, Sara Lee Corporation.

## Jeunesse
Nathan Cummings naît en 1896 à Saint John, au Nouveau-Brunswick (Canada). Il est le premier enfant de parents juifs ayant immigré de Lituanie. Il est fort probable qu'il soit né canadien : ses parents avaient débarqué à Saint-Jean, premier port d'escale, en supposant que c'était leur destination, New York. La famille a ensuite déménagé à Waltham, dans le Massachusetts, où elle a ouvert un petit magasin de chaussures. Ils ont déménagé à Manchester, dans le New Hampshire, et ont finalement déménagé à Montréal à l'époque de la Première Guerre mondiale. Cummings n'a pas pu terminer ses études secondaires, mais a été envoyé à la Dry Goods Economist Training School de New York pendant un an avant de retourner travailler avec son père. À partir de quinze ans, il vend des chaussures et, à dix-neuf ans, il est commis-voyageur pour un fabricant de chaussures.

## Collectionneur d'art
Devenu de plus en plus riche, Cummings commence à collectionner des œuvres d'art. Sa première acquisition significative estfaite à Paris en 1945, immédiatement après la Seconde Guerre mondiale, lorsqu'il achète Bountiful Harvest 1893 de Camille Pissarro, qu'il avait remarquée dans la vitrine d'un marchand d'art. Il ne savait rien de Pissarro, mais il avait confiance en ce qu'il aimait.
Les collections de Cummings sont variées : peintures impressionnistes françaises, sculptures modernes, anciennes céramiques péruviennes et œuvres d'artistes vivants tels que Henry Moore, Pablo Picasso, Marc Chagall, Georges Braque, Giacomo Manzù et Alberto Giacometti, devenus membres de son cercle social. Il aimait nouer des amitiés avec d'autres célébrités, notamment le duc et la duchesse de Windsor et Bob Hope, un bon ami qui avait émergé d'un gâteau géant lors de son quatre-vingtième anniversaire.
En tant que collectionneur, Cummings ne s'est pas limité à l'acquisition de tableaux de maîtres impressionnistes de premier ordre et du XXe siècle. Il appréciait l'art contemporain et se réjouissait de nouvelles découvertes. Il a souvent acquis toute une série d'œuvres d'artistes qu'il appréciait avant de les distribuer à des amis ou de les diffuser sur son lieu de travail. À une époque, il possédait une flotte de pêche et s'assurait que chacun des quinze bateaux disposait de ses propres œuvres d'art. Il acheta et vendit sans espérer conserver les œuvres pour toujours, permettant ainsi aux anciens favoris d'être remplacés par de nouveaux enthousiasmes. Cummings s'attendait à ce que tout le monde partage sa passion pour l'art : outre la distribution d'œuvres d'art en guise de cadeaux, il exposait une partie de sa collection dans les bureaux de ses entreprises pour le plus grand plaisir des collaborateurs.

## Philanthropie
Depuis les années 1950, Cummings est un donateur majeur pour les hôpitaux, les universités, les organismes artistiques et les causes juives. Son fonds de dotation a créé le Nathan Cummings Arts Center de l'université Stanford et le Joanne and Nathan Cummings Art Center de l'Université du Connecticut à New London. Joanne Toor Cummings est la deuxième épouse de Cummings qui est morte en 1995. Il a grandement contribué à la National Gallery of Art de Washington DC, au Metropolitan Museum of Art de New York et à l'Art Institute of Chicago. En 1949, il fonde la Fondation Nathan Cummings, qui a reçu la plupart de ses biens (alors estimés à 200 millions de dollars) à sa mort. La fondation finance des initiatives visant à créer une société socialement et économiquement juste.